# Дукса, Марьян Николаевич
Марьян Николаевич Дукса (5 апреля 1943, Каракуличи, Вилейская область — 19 апреля 2019) — белорусский прозаик и поэт.

## Биография
Родился в крестьянской семье. Рано потерял отца. В 1958—1960 годы занимался в Свирском училище механизации сельского хозяйства. Окончив училище, работал в колхозе, одновременно учился заочно в средней школе. В 1969 году окончил филологический факультет Белорусского государственного университета и начал работать учителем Сольской средней школы (1969—1987). Женился на Леокадии Михайловне, есть дети, внуки.
Умер в ночь на 19 апреля 2019 года на 77-м году жизни.

## Творчество
Начинает публиковать стихи с 1960 года. Выдал стихотворные сборники «Спатканне» (1967), «Крокі» (1972), «Станцыя» (1974), «Прыгаршчы суніц» (1976), «Забытыя словы» (1979), «Зона супраціўлення» (1982), «Твая пара сяўбы» (1985), «Заснежаныя ягады» (1989). Автор книг для детей «Зялёны акварыум» (1980) и «Світаюць сосны» (1987).
Лауреат Литературной премии Союза писателей Беларуси имени А. Кулешова (1990) за книгу поэзии «Заснежаныя ягады» (1989).
Писал автор о многом: о земле и человеке на ней, о любви и одиночестве, которая часто граничит с этим светлым чувством. Можно заметить, что поэт очень чуток к родной природе. Размышление, рассудительность, сосредоточенность — это уже ярко выраженные черты ранней поэзии Марьяна Дукса. В последние годы писал ещё и на христианские темы.

## Признание
- 3 июля 2013 — Почетный гражданин Сморгони[4].

## Память
- В 2023 году средней школе в агрогородке Солы Сморгонского района было присвоено имя Марьяна Дуксы[5].

## Семья
Сын Владислав и внук Матвей профессиональные футболисты.